# Tanner Buchanan
Tanner Emmanuel Buchanan (Ottawa, Ohio, 8 de diciembre de 1998) es un actor estadounidense de ascendencia filipina. Internacionalmente conocido por su papel de Robby Keene en la exitosa serie de artes marciales Cobra Kai secuela de las películas originales de The Karate Kid creadas por Robert Mark Kamen.

## Primeros años
Buchanan nació el 8 de diciembre de 1998 en Lima, Ohio. Es hijo único. Sus padres son Steve y Marlona Buchanan, ambos ingenieros industriales. Su abuelo materno era filipino.
Creció en una familia cristiana y fue educado en el "Glandorf Elementary School" en Ohio. Desde muy joven destacó en el deporte del skate.
Buchanan practicó taekwondo durante toda su niñez. Fue introducido al mundo del kárate desde muy temprana edad por su madre quien es cinturón negro en artes marciales.
También es un experto bailarín desde los 5 años de edad, ganando torneos nacionales de claqué duante su infancia y adolescencia. Tuvo su formación en la academia de danza "Center Stage Dance Academy" en Ottawa, Ohio.
A los 8 años de edad se mudó con su familia a Los Ángeles para iniciar una carrera como actor, comenzando su formación actoral en el centro de artes escénicas "Edge Performing Arts Centre (PAC)" y en el instituto "Huckleberry Friend Productions, Inc." propiedad del entrenador de actuación David Kaufman.

## Carrera actoral

### 2010-2017: Primeros trabajos y gran avance
En 2010 debutó como actor interpretando un papel infantil en la serie de televisión Modern Family. Desde entonces ha participado en series como Major Crimes, Grey's Anatomy, Los Goldberg y Deputy. Fue seleccionado para la película Untitled Jeff and Jackie Filgo Project en 2011, interpretando el papel protagonista pero el piloto no fue comprado por lo que el proyecto no siguió adelante. En 2013 hizo su debut en cine con la comedia Jake Squared, dirigida por Howard Goldberg.
Buchanan interpretó a Charlie Gardner en la serie de Disney Channel Girl Meets World y a Mason Kendall en la serie de Nickelodeon Game Shakers en 2015.
En 216 interpretó a Leo Kirkman, hijo del Presidente de los Estados Unidos Thomas Kirkman, en la serie política conspirativa Designated Survivor y a Jack Downey en la serie de drama familiar The Fosters. Hizo una participación especial como el joven bailarín Chad Brad Bradley en la serie de 2017 Fuller House producida por Warner Bros.

### 2018-presente:Cobra Kaiy reconocimiento mundial
En 2018 Buchanan comienza a interpretar al hijo distanciado de Johnny Lawrence, Robby Keene, en la serie de artes marciales de Netflix Cobra Kai.
Coprotagonizó con Chad Michael Murray la película de ciencia ficción Max Winslow and the House of Secrets en 2019. Ese mismo año también protagonizó la película de thriller y suspenso dirigida por Damián Romay Sinister Seduction, interpretando a Dylan Warren. Coprotagonizó con Blake Cooper la película biográfica Chance, estrenada el 22 de mayo de 2020 en el Starlite Drive In, en Amelia (Ohio).
En 2021 protagonizó junto a Addison Rae la adaptación de la película She’s All That titulada He's All That. Interpretó el papel protagonista de Cameron Kweller. Ese mismo año también narró la versión en audio de la novela El gran Gatsby de F. Scott Fitzgerald para Blackstone Publishing. En 2022 protagonizó la película de supehéroes de acción y comedia The Hyperions interpretando a Apollo, dirigida por Jon McDonald. Protagonizó la película de romance adolescente Cómo conquistar a Billy Walsh, estrenada en Amazon Prime Video el 5 de abril de 2024.

## Otras disciplinas artísticas

### Artes marciales
Buchanan es especialista en artes marciales. Es karateca cinturón negro en karate-do shotokan. Mientras filmaba Designated Survivor en Toronto, Canadá, Buchanan entrenó muay thai durante unos ocho meses antes de ser elegido para Cobra Kai. Compartió una rutina de ejercicios en Men's Health que incluía saltos de tijera con barra para ponerse en forma para luchar. Buchanan heredó "palos kali" de su abuelo materno, quién era originario de Asia Sudoriental, a los cuales considera elementos esenciales para su vida al practicar eskrima, el arte marcial filipino ancestral.

### Danza
Buchanan tiene formación en los cinco tipos de danzas: tradicional o folklórica, clásica o ballet, moderna, contemporánea y urbana. Destacando en forma profesional en la técnica de percusión por lo cual ganó múltiples premios en concursos de tap y jazz.

### Música
Buchanan tiene formación músical, es un hábil pianista y guitarrista. Formó parte de la banda de death metal progresivo "Acidosis" siendo el guitarrista principal utilizando la guitarra eléctrica. Debutó como cantante con la canción "Fall into my Arms" la cual forma parte de la banda sonora de su película Max Winslow and the House of Secrets.

## Vida privada

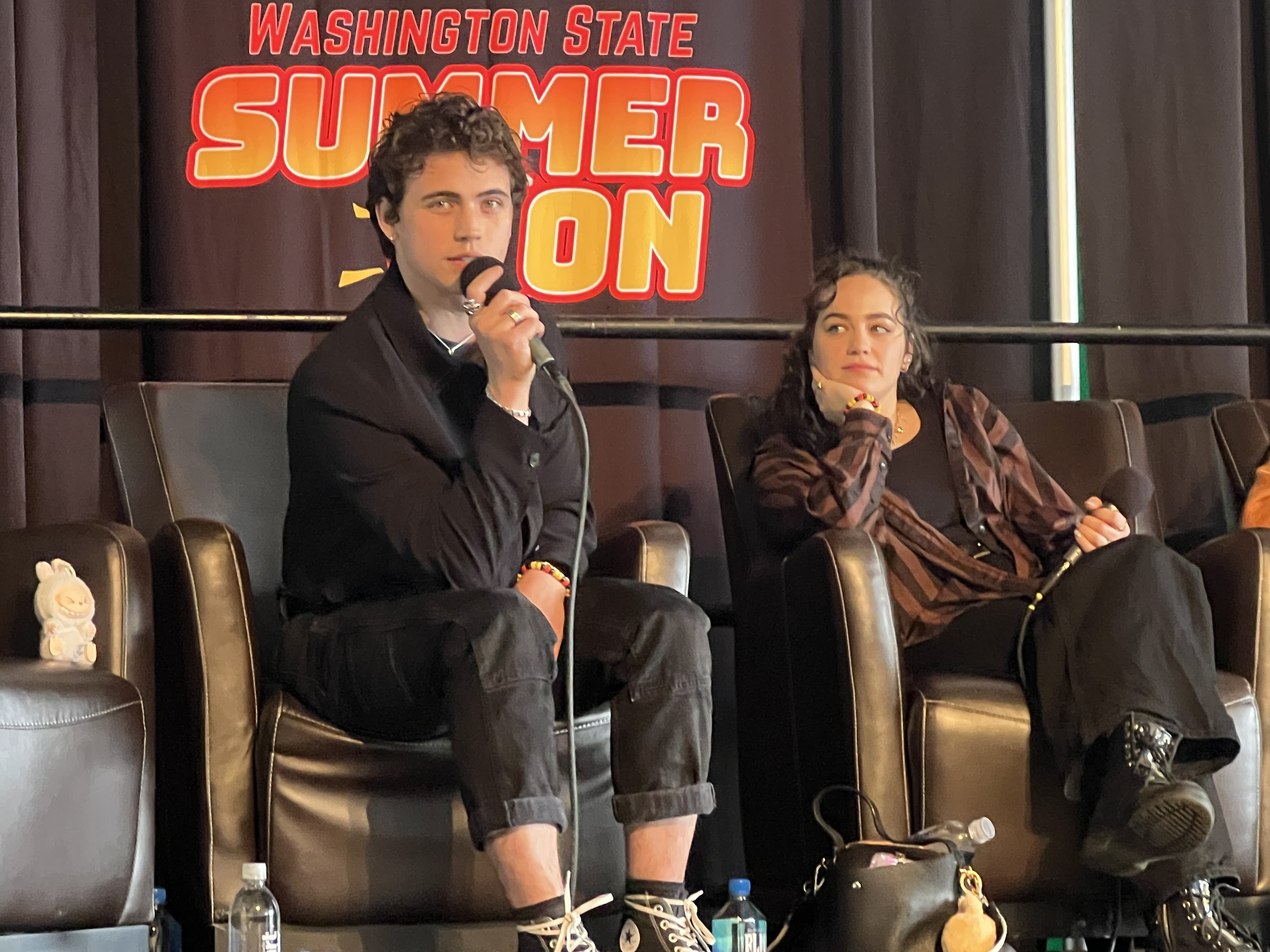
Buchanan y Mary Mouser en una convención en el estado de Washington el 22 de junio de 2025

Buchanan es un aficionado en la práctica de magia y fotografía.
Ha participado en diversas obras benéficas, incluyendo la construcción de viviendas para las familias de veteranos de guerra estadounidenses. 

### Relación con Mary Mouser
Buchanan y Mary Mouser se conocieron en octubre de 2017 durante la filmación de la primera temporada de la serie Cobra Kai la cual protagonizaron juntos, convirtiéndose en los mejores amigos desde el principio e iniciando una relación romántica secreta poco tiempo después.
En febrero de 2025, durante la alfombra roja del estreno mundial del final de la serie, Buchanan y Mouser finalmente confirmaron su relación luego de años de rumores y anunciaron su compromiso.

## Filmografía completa

### Cine
| Año  | Título                                 | Rol             | Notas          |
| ---- | -------------------------------------- | --------------- | -------------- |
| 2013 | Jake Squared                           | Sammy Klein     |                |
| 2014 | Guests                                 | Bobby Bell      | Cortometraje   |
| 2014 | Ellie                                  | Bowie           | Cortometraje   |
| 2015 | The Heyday of the Insensitive Bastards | Bobby Bell      |                |
| 2015 | Alone in the Dust                      | Izzi            | Cortometraje   |
| 2017 | Anything                               | Jack Sachman    |                |
| 2019 | Max Winslow and the House of Secrets   | Connor Lawson   | También músico |
| 2019 | Sinister Seduction                     | Dylan Warren    |                |
| 2020 | Chance                                 | Colton          |                |
| 2021 | He's All That                          | Cameron Kweller |                |
| 2021 | Painted Beauty                         | Joven Peter     |                |
| 2022 | The Hyperions                          | Apollo          |                |
| 2024 | How to Date Billy Walsh                | Billy Walsh     |                |

### Televisión
| Año         | Título                                 | Rol               | Notas                                                  |
| ----------- | -------------------------------------- | ----------------- | ------------------------------------------------------ |
| 2010        | Modern Family                          | Mummy Child       | Episodio: "Halloween"                                  |
| 2011        | Untitled Jeff and Jackie Filgo Project | Jimmy             | Film Piloto                                            |
| 2012        | The Real St. Nick                      | Cynical Kid       | Film de Televisión                                     |
| 2013        | Grey's Anatomy                         | Lucas             | Episodio: "Manos ociosas"                              |
| 2013        | Major Crimes                           | Michelle Brand    | Episodio: "Boys Will Be Boys"                          |
| 2013        | Ghost Girls                            | Hero              | Episodio: "Campo de gritos"                            |
| 2013 - 2014 | Los Goldberg                           | Evan Turner       | Serie de TV, 2 episodios                               |
| 2014        | Growing Up Fisher                      | Slade             | Episodio: "Trabaja conmigo"                            |
| 2014        | Mixologie                              | Joven Dom         | Episodio: "Fab, Jessica y Dominic"                     |
| 2015        | Girl Meets World                       | Charlie Gardner   | Serie de TV, 3 episodios                               |
| 2015 - 2019 | Game Shakers                           | Mason Kendall     | Serie de TV, 6 episodios                               |
| 2016        | The Fosters                            | Jack Downey       | Serie de TV, 6 episodios                               |
| 2016 - 2019 | Designated Survivor                    | Leo Kirkman       | Serie de TV, 28 episodios                              |
| 2017        | Fuller House                           | Chad Brad Bradley | Serie de TV, 2 episodios También bailarín              |
| 2018        | Los Goldberg: 1990-Something           | Mike Stamm        | Cortometraje de TV, backdoor pilot para Schooled       |
| 2018 - 2025 | Cobra Kai                              | Robby Keene       | Serie de Netflix, 61 episodios También artista marcial |
| 2020        | Deputy                                 | Brendan           | Episodio: "10-8 Entitlements"                          |

## Reconocimientos artísticos
| Jury Prize Awards | Jury Prize Awards      | Jury Prize Awards                    | Jury Prize Awards | Jury Prize Awards |
| Año               | Categoría              | Trabajo Nominado                     | Resultado         | Ref.              |
| ----------------- | ---------------------- | ------------------------------------ | ----------------- | ----------------- |
| 2019              | Mejor Actor de Reparto | Max Winslow and the House of Secrets | Nominado          | [ 36 ]            |

| Emmy Awards | Emmy Awards                                   | Emmy Awards      | Emmy Awards | Emmy Awards |
| Año         | Categoría                                     | Trabajo Nominado | Resultado   | Ref.        |
| ----------- | --------------------------------------------- | ---------------- | ----------- | ----------- |
| 2021        | Mejor Actor de Reparto en una Serie Dramática | Cobra Kai        | Nominado    | [ 37 ]      |

| People's Choice Awards | People's Choice Awards | People's Choice Awards | People's Choice Awards | People's Choice Awards |
| Año                    | Categoría              | Trabajo Nominado       | Resultado              | Ref.                   |
| ---------------------- | ---------------------- | ---------------------- | ---------------------- | ---------------------- |
| 2022                   | Actor Joven Favorito   | Cobra Kai              | Nominado               | [ 38 ]                 |